# 台湾凤尾蕨
台湾凤尾蕨（学名：Pteris taiwanensis）为凤尾蕨科凤尾蕨属下的一个种。

## 扩展阅读
- 維基物種上的相關：台湾凤尾蕨